# 猫头鹰巢
猫头鹰巢（英語：Owl's Nest），也被称为爱德华·埃格斯顿庄园（英語：Edward Eggleston Estate），是一个历史悠久的庄园，位于纽约州昆斯伯里乔治湖岸边。它建于1870~1880年代，是美国最早的现实主义文学作家之一爱德华·埃格斯顿（1837－1902）的故乡。他从1870年代开始在那里避暑，从1880年代中期到去世，这里一直是他的永久住所。该庄园于1971年被宣布为国家历史名胜。